# Мангер, Роси
Ро́си Ма́нгер (нем. Rosi Manger, в замужестве Ро́си Мунтва́йлер-Ма́нгер, нем. Rosy Muntwyler-Manger) — швейцарская кёрлингистка.
Играла на позиции первого.
В составе женской сборной Швейцарии стала первым чемпионом мира в женском кёрлинге на первом чемпионате мира 1979.

## Достижения
- Чемпионат мира по кёрлингу среди женщин: золото (1979).
- Чемпионат Европы по кёрлингу: золото (1979).
- Чемпионат Швейцарии по кёрлингу среди женщин: золото (1979)[4].

## Команды
| Сезон   | Четвёртый     | Третий       | Второй       | Первый      | Турниры            |
| ------- | ------------- | ------------ | ------------ | ----------- | ------------------ |
| 1978—79 | Габи Казанова | Бетти Буркин | Линда Томмен | Роси Мангер | ЧШЖ 1979 · ЧМ 1979 |
| 1979—80 | Габи Казанова | Бетти Буркин | Линда Томмен | Роси Мангер | ЧЕ 1979            |

(скипы выделены полужирным шрифтом)